# Leibniztempel

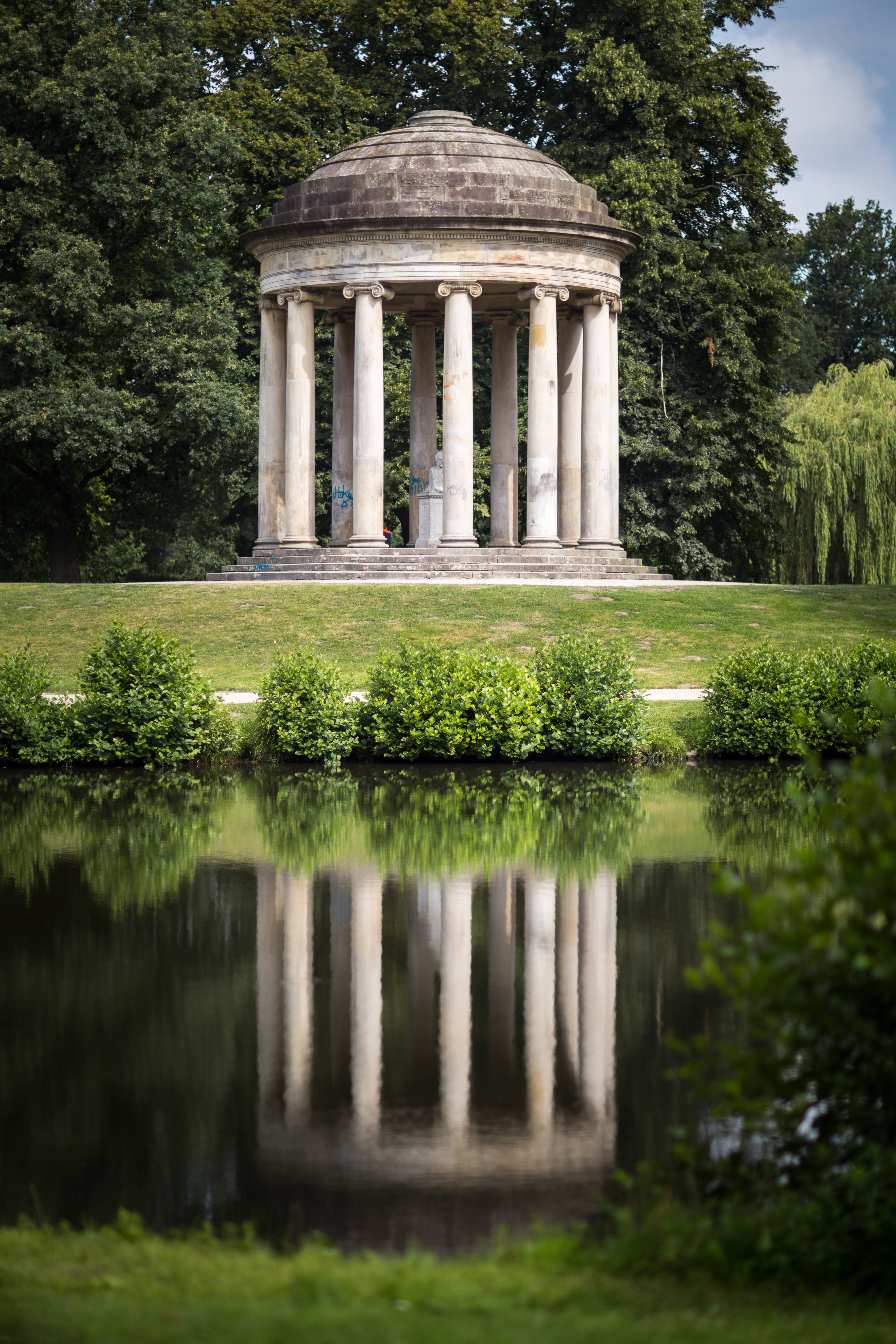
Leibniztempel im Georgengarten

Der Leibniztempel im Georgengarten in Hannover ist ein Pavillonbau, der von 1787 bis 1790 zu Ehren des in Hannover tätigen Bürgers und Universalgelehrten Gottfried Wilhelm Leibniz (1646–1716) errichtet wurde. Er gilt als das erste öffentliche Denkmal in Deutschland für einen Nichtadeligen. Der offene, überdachte Rundtempel aus Sandstein mit zwölf ionischen Säulen trägt in vergoldeten Lettern die Inschrift „Genio Leibnitii“.

## Geschichte

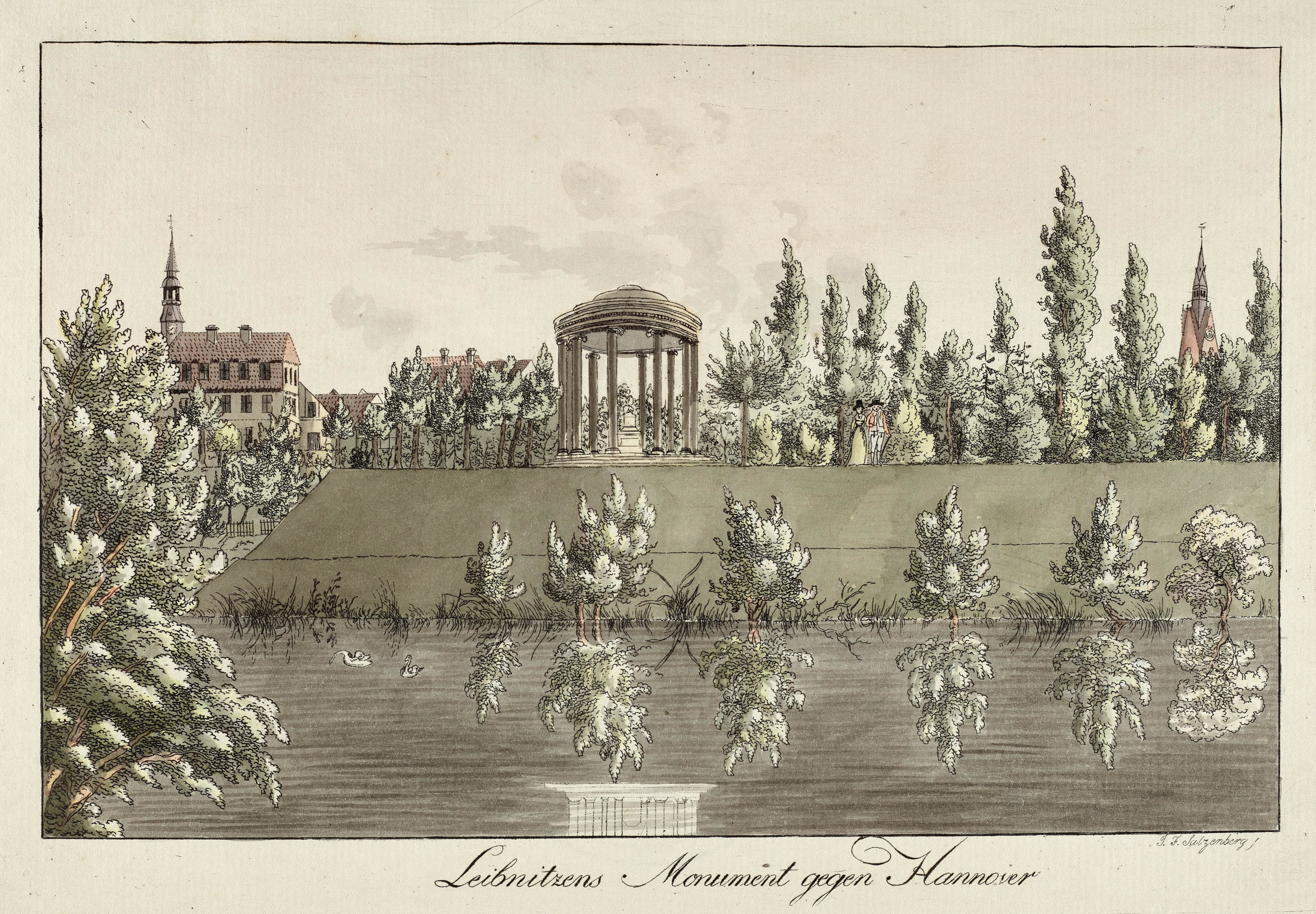
„Leibnitzens Monument“ auf der Königsbastion am Stadtgraben;
um 1798, kolorierte Radierung von Salzenberg; Leibniz Bibliothek

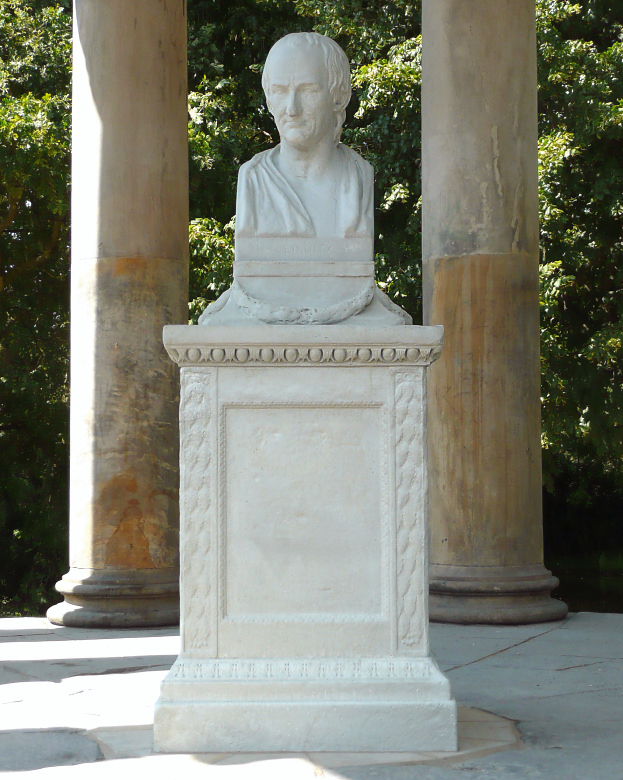
Kopie der Leibniz-Büste im Leibniztempel

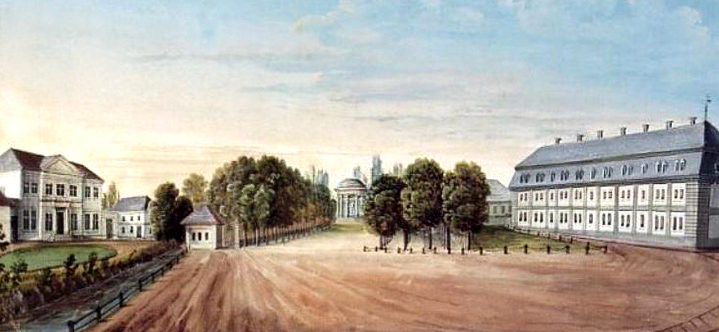
Der Leibniztempel am Waterlooplatz, um 1825

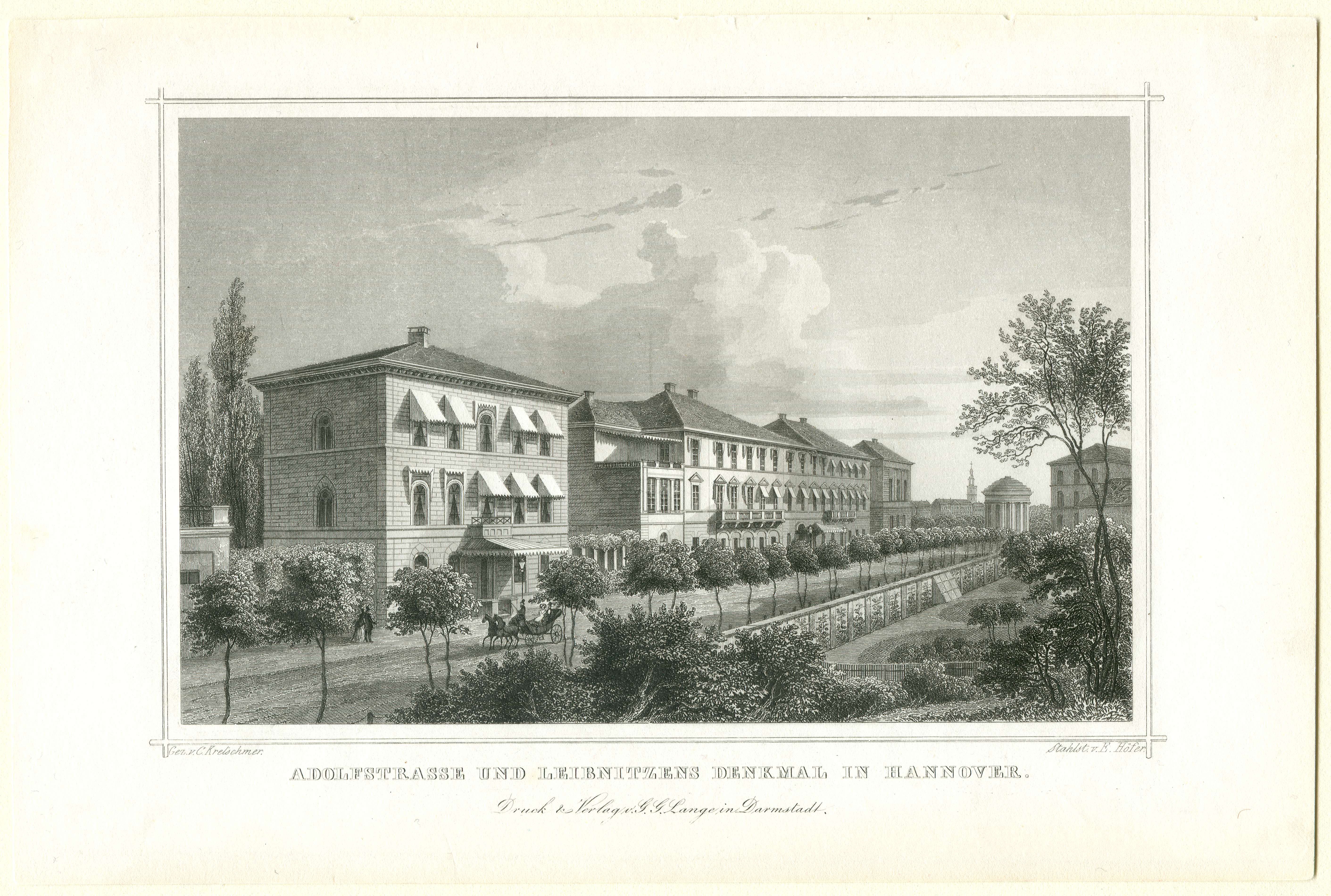
Um 1858: Leibniztempel als point de vue der Adolfstraße;
Stahlstich von E. Höfer nach W. Kretschmer

Der Leibniztempel (auch Leibniz-Monument genannt) wurde nach einem Entwurf des hannoverschen Hofrats Johann Daniel Ramberg geschaffen und 1790 geweiht. Der Tempel wurde als malerischer Point de vue errichtet. Er stand ursprünglich auf einem Hügel auf dem heutigen Waterlooplatz. Damals war dies ein dem Leineschloss vorgelagerter Parade- und Exercierplatz. 1935/36 wurde der Leibniztempel vom Waterlooplatz an seinen heutigen Standort im Georgengarten transloziert.
Vom Leibniztempel ging die Adolfstraße aus und verband die Stadt Hannover mit dem damaligen Garten- und Villenvorort Linden. Die Straße legte man im zweiten Viertel des 19. Jahrhunderts in der Calenberger Neustadt an, von wo sie zum Schwarzen Bären über die bis dahin einzige Ihmebrücke führte.
In der Mitte des Tempels befand sich auf einem Sockel die Leibniz-Büste aus Carrara-Marmor, die der irische Bildhauer Christopher Hewetson in Italien geschaffen hatte. Die Büste war aus Mitteln des ZN-Ordens finanziert und wurde 1789 erstmals im Haus des hannoverschen Staatsmanns August Wilhelm Rehberg aufgestellt. Die Büste wurde von Charlotte Kestner gepriesen. Zum Schutz vor Vandalismus versetzte die Stadt Hannover die Büste 1986 in das Technologie-Centrum Hannover (TCH), das ehemalige Verwaltungsgebäude der Continental AG an der Vahrenwalder Straße. Am 1. Juli 2010 als dem Geburtstag von Leibniz wurde eine aus Beton gegossene Kopie der Leibniz-Büste im Leibniztempel aufgestellt. 2013 fand die Original-Büste einen neuen Standplatz im Museum Schloss Herrenhausen.